# Pinesdale
Pinesdale é uma cidade  localizada no estado americano de Montana, no Condado de Ravalli.

## Demografia
Segundo o censo americano de 2000, a sua população era de 742 habitantes.
Em 2006, foi estimada uma população de 841, um aumento de 99 (13.3%).

## Geografia
De acordo com o United States Census Bureau tem uma área de 3,4 km², dos quais 3,4 km² cobertos por terra e 0,0 km² cobertos por água.

## Localidades na vizinhança
O diagrama seguinte representa as localidades num raio de 36 km ao redor de Pinesdale.